# Lijst van onderscheidingen van de 33. Waffen-Grenadier-Division der SS Charlemagne
Dit is een lijst van onderscheidingen van de 33. Waffen-Grenadier-Division der SS Charlemagne. 

## Dragers van het Ridderkruis van het IJzeren Kruis
- Henri Joseph Fenet,  Waffen-Hauptsturmführer Kdr Sturm-Bataillon / 33. Waffen-Gren.Div der SS „Charlemagne“[1][2]
- Eugène Vaulot, Waffen-Unterscharführer Gruppenführer i. d. 33. Waffen-Gren.Div der SS „Charlemagne“[3][4]
- Wilhelm Weber, SS-Obersturmführer Führer Divisions-Kampfschule / 33. Waffen-Gren.Div der SS „Charlemagne“[5][6]